# Стеноз пищевода
Стеноз пищевода (также стриктура, сужение, ожог) — это сужение просвета слизистой оболочки пищевода соединительной тканью. Причиной патологии являются гастроэзофагельная болезнь (4 стадии), осложнения после химиотерапии или фотодинамической терапии, химический ожог пищевода (например, щелочью), рак пищевода.

## Признаки и Симптомы
Симптомы стриктуры пищевода включают изжогу, горький или кислый вкус во рту, удушье, кашель, одышку , частую отрыжкау или икоту, боль или затрудненное глотание, рвоту кровью, или потерю веса.

## Причины
Стеноз пищевода может быть вызван или связан с гастроэзофагеальной рефлюксной болезнью, эзофагитом,  дисфункциональным нижним пищеводным сфинктром, нарушением подвижности, проглатываением щелочи или  хиатальной грыжей. Стриктуры могут образовываться после операций на пищеводе и других методов лечения, таких как лазерная терапия или фотодинамическая терапия. Пока область заживает, образуется рубец, который тянет и стягивает ткани, что приводит к затруднению глотания.

## Диагностика
Диагноз можно поставить с помощью рентгеновского снимка, когда пациент глотает барий (бариевое исследование пищевода), компьютерной томографии, биопсии, или эндоскопии.